# Cimetière de Toronto Avenue
Pour un article plus général, voir Sites funéraires et mémoriels de la Première Guerre mondiale (Front Ouest).
Le cimetière Toronto Avenue ou Toronto Avenue Cemetery est un cimetière militaire britannique de soldats de la Première Guerre mondiale, situé dans la commune belge de Comines-Warneton. 
Le cimetière est situé au milieu du bois de Ploegsteert, à environ 2 km au nord - est du centre du village de Ploegsteert. Il a été conçu par George Goldsmith et est entretenu par la Commonwealth War Graves Commission. Le site fait environ 315 m2. Ce cimetière est accessible à pied par un chemin forestier d'environ 500 m de long où se trouvent deux autres cimetières : Prowse Point Military Cemetery et Mud Corner Cemetery. 
Le cimetière militaire du bois de Ploegsteert et le cimetière militaire Rifle House sont également situés dans le bois.
Il y a 78 victimes enterrées.

## Histoire
Les Australiens surnommaient le bois Plugstreet Wood. Celui-ci était balisés de plusieurs sentiers qu'ils nommèrent Bunhill Row, Mud Lane, Hunter's Avenue et Toronto Avenue d'où ce cimetière a été nommé. Ces chemins, empruntés par les troupes pour se rendre au front, subissaient des tirs ennemis constants ainsi que des attaques au gaz. Il y a sept cimetières militaires à proximité.
Les 78 victimes appartenaient à la 9e brigade (3e division australienne) décédée lors de la deuxième bataille de Messines, entre le 7 et le 10 juin 1917. Ce cimetière est le seul où tous les morts sont australiens. Deux d'entre eux n'ont pu être identifiés.